# Gargarr
Gargarr – wieś w Armenii, w prowincji Lorri. W 2011 roku liczyła 1478 mieszkańców.